# کارل والری
کارل والری (انگلیسی: Carl Valeri؛ زادهٔ ۱۴ اوت ۱۹۸۴) یک بازیکن فوتبال اهل استرالیا است.
وی همچنین در تیم ملی فوتبال استرالیا بازی کرده‌است.